# Karl Schwämmlein
Karl Schwämmlein (* 14. Februar 1917 in Amberg; † 16. April 2009 ebenda) war ein deutscher Lehrer und Schulrektor. Er betrieb grundlegende Forschungen zur Musikgeschichte Ambergs, auch in Zusammenarbeit mit seinem Sohn Helmut Schwämmlein.

## Biographie
1936 absolvierte er an der Lehrerbildungsanstalt Amberg (dem heutigen Max-Reger-Gymnasium) das Abitur und im Anschluss bis 1945 den Arbeits- und Wehrdienst. Nach dem Zweiten Weltkrieg war er als Lehrer in Etzelwang, Steinling und Amberg tätig. Im Zeitraum von 1972 bis 1979 war er Rektor der Dreifaltigkeitsschule Amberg.

## Veröffentlichungen
- als Hrsg.: Motette auf dem Amberger Liedertisch. Carus, Stuttgart 1981.
- Orgeln und Orgelbauer in Amberg vom 15.–17. Jahrhundert. In: Verhandlungen des historischen Vereins der Oberpfalz. Nr. 127, 1987.
- Beiträge zu einer Musikgeschichte Ambergs.
  - I,1 Vom Beginn des 30-jährigen Krieges bis 1720, Textband. Amberg 1987.
  - I,2 Vom Beginn des 30-jährigen Krieges bis 1720, Notenband. Amberg 1989.
  - II Von 1720–1820. Amberg 1994.
  - III Musik in Amberg zwischen 1933–1945. Amberg 1997.
  - IIIa Komponisten und Musiker in Amberg von 1933–1945: Felix Kircher, Max Sturm, Franz Biebl, Max Jobst, Hans Baumann, Franz Rösch, H. E. Erwin Walther. Ergänzungsband. Amberg 1997.
  - IV Andreas Raselius Ambergensis (ca. 1563–6. Jan. 1602) – Leben und Werk. Amberg 2002.
- „Johannes Brassicanus, ein feiner Poet und Musicus“: ein österreichischer Exulant in Regensburg. In: Die Oberpfalz. Band 78, 1990, S. 171–179.
- „Philothea“: das erste Oratorium auf deutschem Boden im Bistum Regensburg. In: Verhandlungen des Historischen Vereins für Oberpfalz und Regensburg. 131, Regensburg 1991, S. 73–114.
- Musikalische Verbindungen zwischen Regensburg und dem reformatorischen Österreich. In: Jahrbuch für die Geschichte des Protestantismus in Österreich. 107/108, 1991/1992, S. 80–108.
- Bartholomäus Agricola. Ein katholischer Amberger Komponist der Reformationszeit. In: Oberpfälzer Heimat. 37. Band, Knauf, Weiden 1993, S. 81–90.
- Du Bayern, du Sachsen heirate! In: Die Oberpfalz. Band 83, Laßleben, Kallmünz 1995, ISSN 0342-9873, S. 166–172.
- Martin Luther, die Musik und Amberg. In: Der Eisengau. 8, Amberg 1997, S. 86–103.
- Friedrich V. und die böhmische Krone. In: Die Oberpfalz. 91, Kallmünz 2003, S. 162–170.
- Amberg, eine „musikalische“ Stadt im 16. Jahrhundert, und die Musica Antiqua Ambergensis Regensburg unter Helmut Schwämmlein. In: David Hiley, Gosbert Schüßler (Hrsg.): Echo. Studien zur Kunstgeschichte und Musikwissenschaft zum Gedenken an Helmut Schwämmlein. Schnell & Steiner, Regensburg 2006, ISBN 3-7954-1806-2.
- „... die lieblich Kunst der Musica ...“: ein Beitrag zur Musikgeschichte Sulzbachs im 16. Jahrhundert. In: Der Eisengau. 26, Amberg 2006, S. 86–107.
- 350 Jahre Wittelsbacher Fürstentum Pfalz-Sulzbach: Nachtrag zum Sulzbacher Jubiläum. In: Die Oberpfalz. 95, 1, Kallmünz 2007, S. 24–28.

## Auszeichnungen
- 1978: Nordgau-Kulturpreis der Stadt Amberg in der Kategorie „Musik“
- 1996: Bürgermedaille der Stadt Amberg
- 2002: Landkreismedaille für kulturell herausragende Verdienste